# Список народных артистов Грузинской ССР

Звание Народный артист Грузинской ССР учреждено 27 мая 1936 года. Ниже приведён список народных артистов Грузинской ССР по годам присвоения звания.

## 1920-е

### 1922
- Абашидзе, Василий Алексеевич (1854—1926), актёр театра

### 1923
- Дадиани, Шалва Николаевич (1874—1959), актёр театра и кино, сценарист, писатель[1]
- Сараджишвили, Иван Петрович (1879—1924), оперный певец (лирико-драматический тенор)

### 1924
- Гоциридзе, Николай Семёнович (1872—1949), актёр театра
- Палиашвили, Иван Петрович (1868—1934), дирижёр[2]

### 1925
- Палиашвили, Захарий Петрович (1871—1933), композитор[3]
- Сапарова-Абашидзе, Мария Михайловна (1860—1940), актриса театра
- Чхеидзе, Нина Платоновна (1881—1963), актриса театра

### 1926
- Черкезишвили, Елизавета Александровна (1863—1948), актриса театра

### 1929
- Аракишвили, Димитрий Игнатьевич (1873—1953), композитор[4]
- Кобахидзе, Давид Степанович (1885—1947), театральный режиссёр

## 1930-е

### 1930
- Алекси-Месхишвили, Владимир Сардионович (1857—1920), театральный режиссёр, актёр

### 1931
- Марджанишвили, Константин Александрович (1872—1933), театральный и кинорежиссёр[5]

### 1932
- Имедашвили, Александр Соломонович (1882—1942), актёр театра и кино
- Исфаханлы, Ибрагим (1897—1967), актёр театра и кино

### 1933
- Ахметели, Александр Васильевич (1886—1937), театральный режиссёр[4]
- Баланчивадзе, Мелитон Антонович (1862—1937), композитор[6]
- Гуниа, Валико Леванович (1862—1938), актёр театра и кино, кинорежиссёр, драматург[1]
- Папазян, Ваграм Камерович (1888—1968), актёр театра и кино[7] (впоследствии народный артист СССР — 1956)
- Поцхверашвили, Константин Григольевич (1889—1959), дирижёр, композитор
- Чхеидзе, Ушанги Викторович (1888—1953), актёр театра

### 1934
- Васадзе, Акакий Алексеевич (1899—1978), театральный режиссёр, актёр (впоследствии народный артист СССР — 1936)
- Давиташвили, Георгий Михайлович (1893—1966), актёр театра[1]
- Хорава, Акакий Алексеевич (1895—1972), театральный режиссёр, актёр (впоследствии народный артист СССР — 1936)
- Цуцунава, Александр Ражденович (1881—1955), театральный режиссёр

### 1939
- Гамбашидзе, Шалва Ксенофонтович (1899—1955), актёр театра

## 1940-е

### 1940
- Антадзе, Додо Константинович (1900—1978), театральный режиссёр[8] (впоследствии народный артист СССР — 1971)
- Зардалишвили, Иосиф Францевич (1883—1943), актёр театра[8]

### 1941
- Алиханян, Исаак Семёнович (1876—1946), театральный режиссёр, актёр[9]
- Андгуладзе, Давид Ясонович (1895—1973), оперный певец (драматический тенор)[9] (впоследствии народный артист СССР — 1950)
- Бахуташвили-Шульгина, Ольга Александровна (1876—1950), оперная певица (лирико-драматическое сопрано)[9]
- Бероян, Артём Коноевич (1878—1962), актёр театра и кино[9]
- Вачнадзе, Нато Георгиевна (1904—1953), киноактриса[9]
- Вронский, Евгений Алексеевич (1883—1942), оперный певец (лирический баритон)[9]
- Гварамадзе, Елена Левановна (1913—1991), артистка балета[9]
- Джавахишвили, Наталья Григорьевна (1882—1950), актриса театра[9]
- Инашвили, Александр Иович (1887—1958), оперный певец (лирико-драматический баритон)[9] (впоследствии народный артист СССР — 1950)
- Кумсиашвили, Николай Георгиевич (1892—1942), оперный певец (драматический тенор)[9]
- Мжавия, Димитрий Григорьевич (1896—1965), актёр театра[9]
- Нинидзе, Виктор Афанасьевич (1888—1975), театральный режиссёр, актёр[9]
- Прангишвили, Павел Яковлевич (1897—1966), театральный режиссёр, актёр[9]
- Сохадзе, Екатерина Тарасовна (1907—1984), оперная певица (сопрано)[9]
- Такаишвили, Александр Александрович (1895—1959), театральный режиссёр[9]
- Чабукиани, Вахтанг Михайлович (1910—1992), артист балета, балетмейстер (впоследствии народный артист СССР — 1950)

### 1942
- Жоржолиани, Александр Максимович (1888—1969), актёр театра и кино

### 1943
- Абашидзе, Анастасия Васильевна (1881—1958), актриса театра[10]
- Амиранашвили, Пётр Варламович (1907—1976), оперный певец (баритон) (впоследствии народный артист СССР — 1950)
- Анджапаридзе, Верико Ивлиановна (1897—1987), актриса театра и кино (впоследствии народная артистка СССР — 1950)
- Апхаидзе, Эммануил Елисеевич (1899—1970), актёр театра и кино
- Бадридзе, Давид Георгиевич (1899—1987), оперный певец (лирический тенор)[4]
- Гамрекели, Давид Александрович (1911—1977), оперный певец (баритон)
- Давиташвили, Нина Шиоевна (1882—1958), актриса театра[1]
- Инашвили, Григорий Иович (1896—1969), оперный певец (баритон)
- Исецкий, Леон Николаевич (1890—1946), оперный певец (бас)
- Кавсадзе, Владимир Лонгинозович (1886—1953), оперный певец (лирический тенор)
- Сатина, Екатерина Александровна (1892—1974), актриса театра[3]
- Хомашуридзе, Владимир Несторович (1903—19??), оперный певец (бас)
- Цомая, Надежда Афанасьевна (1904—1973), оперная певица (меццо-сопрано)
- Цуцунава, Цецилия Ражденовна (1892—1956), актриса театра и кино
- Чавчавадзе, Тамара Ираклиевна (1896—1968), актриса театра и кино[11]
- Чиаурели, Михаил Эдишерович (1894—1974), киноактёр, театральный и кинорежиссёр, режиссёр-мультипликатор[12] (впоследствии народный артист СССР — 1948)

### 1946
- Бероян, Мария Георгиевна (1892—1960), актриса театра и кино
- Геловани, Михаил Георгиевич (1893—1956), актёр театра и кино, театральный и кинорежиссёр (впоследствии народный артист СССР — 1950)
- Закариадзе, Серго Александрович (1909—1971), актёр театра и кино (впоследствии народный артист СССР — 1958)
- Кобахидзе, Пьер Калистратович (1907—1963), актёр театра
- Смиранин, Анатолий Дмитриевич (1892—1971), актёр театра[3]
- Харадзе, Надежда Васильевна (1912—1999), оперная певица (лирико-колоратурное сопрано)

### 1947
- Гостенина, Елизавета Андреевна (1904—1988), оперная певица (сопрано)
- Пирумян, Геворг Николаевич (1880—1954), актёр театра

### 1948
- Сухишвили, Илья Ильич (1907—1985), танцор, балетмейстер, основатель и руководитель ансамбля народного танца Грузии[13] (впоследствии народный артист СССР — 1958)

### 1949
- Перестиани, Иван Николаевич (1870—1959), киноактёр, кинорежиссёр, сценарист[14]

## 1950-е

### 1950
- Абашидзе, Тамара Аслановна (1892—1960), актриса театра и кино[15]
- Алавердян, Левон Александрович (1887—1963), актёр театра[16]
- Амиреджиби, Екатерина Георгиевна (1889—1975), актриса театра и кино[15]
- Баланчивадзе, Василий Антонович (1867—1951), актёр театра и кино[16]
- Белакнели, Николай Николаевич (1897—1978), оперный певец (драматический тенор)[15]
- Гварадзе, Николай Соломонович (1883—1960), театральный режиссёр, актёр[15]
- Гомелаури, Шакро Николаевич (1890—1964), актёр театра[15]
- Донаури, Елена Иосифовна (1890—1955), актриса театра[15]
- Загорский, Александр Васильевич (1884—1965), актёр театра[16]
- Кравейшвили, Варфоломей Ираклиевич (1914—1970), оперный певец (баритон)[15]
- Лапачи, Нина Иосифовна (1908—1992), актриса театра[15]
- Лусинян, Артем Гайкович (1910—1963), актёр театра[15]
- Мюфке, Константин Карлович (1903—1968), актёр театра и кино[15]
- Сагарадзе, Георгий Илларионович (1906—1986), актёр театра и кино[15]
- Такаишвили, Сесиль Дмитриевна (1906—1984), актриса театра и кино[15] (впоследствии народная артистка СССР — 1966)
- Тоидзе, Александра Моисеевна (1907—1985), актриса театра и кино[15]
- Чабукиани, Тамара Михайловна (1907—1978), артистка балета[16]
- Чихладзе, Михаил Серапионович (1902—1973), актёр театра и кино[16]

### 1953
- Годзиашвили, Василий Давыдович (1905—1976), актёр театра и кино (впоследствии народный артист СССР — 1958)
- Нерсесян, Бабкен Погосович (1917—1986), актёр театра и кино (впоследствии народный артист СССР — 1972)
- Рамишвили, Нина Шалвовна (1910—2000), танцовщица, балетмейстер, основатель и руководитель ансамбля народного танца Грузии[17] (впоследствии народная артистка СССР — 1963)

### 1954
- Агрба, Азиз Рашидович (1912—1991), актёр театра и кино, театральный режиссёр[18]
- Димитриади, Одиссей Ахиллесович (1908—2005), дирижёр, композитор[18] (впоследствии народный артист СССР — 1958)
- Добжинский, Константин Андреевич (1889—1966), актёр театра[19]
- Касландзия, Леварсан Шардынович (1912—1996), актёр театра[18]
- Мамиев, Дмитрий Ильич (1909—1983), актёр театра[20]
- Мчедлидзе Дмитрий Семенович (1904—1983), оперный певец (бас)[18]
- Славин, Даниил Григорьевич (1907—1979), актёр театра[19]
- Чабиева, Нина Захаровна (1910—1990), актриса театра[20]

### 1955
- Алексидзе, Дмитрий Александрович (1910—1984), театральный режиссёр[21] (впоследствии народный артист СССР — 1976)
- Бауэр, Мария Вениаминовна (1909—1995), артистка балета[21]
- Кикалейшвили, Зураб Малакиевич (1924—2005), артист балета[21]
- Кобаладзе, Юсуф Омерович (1906—1985), актёр театра и кино[21]
- Купрашвили, Гогуца Николаевна (1908—1983), актриса театра[21]
- Накашидзе, Мери Назарьевна (1914—1986), оперная певица (лирико-колоратурное сопрано)[21]
- Нуцубидзе, Георгий Спиридонович (1882—1961), актёр театра[21]
- Пачалия, Шарах Абзегович (1914—2000), актёр театра и кино, театральный режиссёр[21] (впоследствии народный артист СССР — 1982)
- Хиникадзе, Мераб Мамедович (1912—1988), актёр театра[21]
- Цигнадзе, Вера Варламовна (1924—2016), артистка балета[21]
- Шавгулидзе, Георгий Владимирович (1910—1959), актёр театра и кино[21]

### 1956
- Дариспанашвили, Георгий Николаевич (1905―1985), театральный режиссёр, актёр[22]
- Долидзе, Ольга Ясоновна (1904―1990), актриса театра[23]
- Кванталиани, Акакий Лукич (1907—1967), актёр театра и кино[23]
- Маршак, Николай Яковлевич (1902—1962), театральный режиссёр[22]
- Тархнишвили, Маро Эстатовна (1891—1969), певица[24]

### 1957
- Баланчивадзе, Андрей Мелитонович (1905—1992), композитор[25] (впоследствии народный артист СССР — 1968)
- Гаглоева, Зинаида Александровна (1915—1987), актриса театра[26]
- Джатиева, Софья Михайловна (1896—1980), актриса театра[26]
- Мгеладзе, Акакий Диомидович (1912—1985), актёр театра[25]
- Тетрадзе, Нуну Ильинична (1911—1986), актриса театра[25]
- Цхвирашвили, Иосиф Давидович (1910—?), актёр театра[26]

### 1958
- Агрба, Разанбей Михайлович (1913—1980), актёр театра[27]
- Амирбекян, Арташес Бегларович (1905—1983), актёр театра и кино[28]
- Аргун-Коношок, Анна Бидоевна (1914—1980), актриса театра[27]
- Георгадзе, Лейла Михайловна (1924—1998), оперная певица (меццо-сопрано)[29]
- Гомелаури, Александр Георгиевич (1907—1966), актёр театра[29]
- Григорашвили, Григорий Максимович (1905—1962), оперный певец (бас)[29]
- Даушвили, Котэ Давидович (1909—1980), актёр театра и кино[29]
- Долидзе, Семён Виссарионович (1903—1983), кинорежиссёр[29] (впоследствии народный артист СССР — 1965)
- Зухба, Минадора Ивановна (1909—1998), актриса театра[27]
- Кушиташвили, Василий Павлович (1894—1962), театральный режиссёр[29]
- Мирцхулава, Дидим Лаврентьевич (1912—1997), дирижёр[29]
- Моджорян, Мария Петровна (1904—1972), актриса театра[28]
- Мшвелидзе, Шалва Михайлович (1904—1984), композитор[29]
- Омиадзе, Александр Асланович (1904—1972), актёр театра и кино[29]
- Туманишвили, Иосиф Михайлович (1909—1981), театральный режиссёр[29] (впоследствии народный артист СССР — 1964)
- Чедия, Леон Димитриевич (1903—1990), театральный режиссёр, актёр[27]
- Чубинидзе, Михаил Дмитриевич (1910—2006), актёр театра и кино, театральный режиссёр[27] (впоследствии народный артист СССР — 1982)
- Чхартишвили, Арчил Евстафьевич (1905—1980), театральный режиссёр[29] (впоследствии народный артист СССР — 1968)

## 1960-е

### 1960
- Алексидзе, Ирина Александровна (1914—1996), артистка балета
- Вирсаладзе, Анастасия Давыдовна (1883—1968), пианистка
- Давиташвили, Мария Петровна (1907—1975), актриса театра и кино
- Хвичиа, Ипполит Алексеевич (1910—1985), актёр театра и кино[30]
- Чахава, Медея Васильевна (1921—2009), актриса театра и кино

### 1961
- Анджапаридзе, Зураб Иванович (1928—1997), оперный певец (лирико-драматический тенор)[31] (впоследствии народный артист СССР — 1966)
- Асатиани, Георгий Ираклиевич (1914—1977), кинодокументалист, кинооператор[32] (впоследствии народный артист СССР — 1967)
- Бурмистрова, Наталья Михайловна (1918—2008), актриса театра и кино[31] (впоследствии народная артистка СССР — 1972)
- Гагнидзе, Михаил Давидович (1901—1968), актёр театра[33]
- Геловани, Евгения Семёновна (1926 —2004), артистка балета[31]
- Гоголашвили, Шалва Семёнович (1887—1972), актёр театра[31]
- Джавришвили, Давид Лавретьевич (1894—1971), хореограф культурно-просветительского училища[31]
- Кереселидзе, Арчил Павлович (1912—1971), композитор[31]
- Лагидзе, Реваз Ильич (1921—1981), композитор[31]
- Манджгаладзе, Эроси Акакиевич (1925—1982), актёр театра и кино, спортивный комментатор[31]
- Мурусидзе, Андро Исидорович (1885—1962), актёр театра[31]
- Рондели, Давид Евгеньевич (1904—1976), кинорежиссёр, сценарист[31]
- Тактакишвили, Отар Васильевич (1924—1989), дирижёр, композитор[32] (впоследствии народный артист СССР — 1974)
- Ткабладзе, Григорий Тарасович (1907—1980), актёр театра и кино[31]
- Торадзе, Давид Александрович (1922—1983), композитор[32]
- Туманишвили, Михаил Иванович (1921—1996), театральный режиссёр[31] (впоследствии народный артист СССР — 1981)
- Цинцадзе, Сулхан Фёдорович (1925—1991), виолончелист, композитор[32] (впоследствии народный артист СССР — 1988)
- Чхиквишвили, Мириан Мелкиседекович (1900—1980), художественный руководитель ансамбля песни и танца Аджарии[31]
- Шакирбай, Екатерина Захаровна (1905—1979), актриса театра[33]
- Шеразадишвили, Ираклий Васильевич (1909—1980), актёр театра[31]

### 1962
- Дарахвелидзе, Георгий Викторович (1914—1982), артист балета[34]
- Пагава, Акакий Несторович (1887—1962), театральный режиссёр[35]
- Туския, Иона Ираклиевич (1901—1963), композитор[36]

### 1963
- Багашвили, Спартак Леванович (1914—1977), киноактёр[37]
- Хачатурян, Арам Ильич (1903—1978), дирижёр, композитор[38] (также народный артист СССР — 1954)

### 1964
- Абашидзе, Лейла Михайловна (1929—2018), актриса театра и кино[39]
- Акопян, Венера Осиповна (1904—1988), актриса театра[40]
- Гоголева, Елена Николаевна (1900—1993), актриса театра и кино[41] (также народная артистка СССР — 1949)
- Калатозов, Михаил Константинович (1903—1973), кинорежиссёр[42] (впоследствии народный артист СССР — 1969)
- Санишвили, Николай Константинович (1902—1995), кинорежиссёр[39]

### 1965
- Агсабадзе, Шота Ревазович (1896—1966), театральный режиссёр, актёр[43]
- Амиранашвили, Медея Петровна (1930—2023), оперная певица (лирическое сопрано)[43] (впоследствии народная артистка СССР — 1976)
- Андгуладзе, Нодар Давидович (1927—2013), оперный певец (тенор)[43]
- Вашадзе, Михаил Семёнович (1908—1996), актёр театра и кино[43]
- Джапаридзе, Степан Мелитонович (1902—1979), актёр театра[44]
- Закариадзе, Бухути Александрович (1913−1988), актёр театра и кино[43]
- Канделаки, Ираклий Исаакович (1901—1970), кинодокументалист[45]
- Кварелашвили, Михаил Давидович (1906—1984), оперный певец (лирический тенор)[43]
- Кове, Михаил Алексеевич (1914—19??), актёр театра[43]
- Костава, Григорий Христофорович (1907—1979), актёр театра и кино[43]
- Максимова, Ядвига Иосифовна (1909—19??), актриса театра[43]
- Мегрелишвили, Вахтанг Павлович (1919—2004), актёр театра[43]
- Мушкудиани, Тенгиз Варламович (1927—2023), оперный певец (бас)[43]
- Нинидзе, Виктор Викторович (1920—2001), актёр театра и кино[43]
- Палиашвили, Вахтанг Леванович (1919—1980), дирижёр[45]
- Пирвели, Шота Михайлович (1914—1986), актёр театра[46]
- Пясецкий, Мавр Яковлевич (1910—1979), театральный режиссёр, актёр[43]
- Тедеев, Георгий Сардионович (1926—1996), художественный руководитель ансамбля песни и пляски «Симд»[46]
- Хаджалия, Шота Иванович (1917—1991), актёр театра[47]
- Херхеулидзе, Шалва Георгиевич (1908—1993), актёр театра и кино[44]
- Церодзе, Дудухана Платоновна (1918—2000), актриса театра и кино[48]
- Чохели, Елена Алексеевна (1914—1991), актриса театра и кино, певица[43]

### 1966
- Абуладзе, Тенгиз Евгеньевич (1924—1994), кинорежиссёр[49] (впоследствии народный артист СССР — 1980)
- Белоусова-Шотадзе, Тамара Васильевна (1924—2013), актриса театра[49]
- Букия, Александр Ионович (1906—1976), композитор[50]
- Гегечкори, Георгий Владимирович (1923—2003), актёр театра и кино[49]
- Гокиели, Иван Рафаилович (1899—1972), композитор[49]
- Гомиашвили, Арчил Михайлович (1925—2005), актёр театра и кино[49]
- Манагадзе, Шота Ильич (1903—1977), кинорежиссёр[49]
- Мирианашвили, Александр Петрович (1915—1987), композитор[49]
- Саларидзе, Вахтанг Петрович (1911—2001), актёр театра и кино[49]
- Тархнишвили, Тамара Арчиловна (1912—2007), актриса театра[49]
- Тбилели, Марина Станиславовна (1920—2002), актриса театра и кино[49]
- Трипольский, Яков Владимирович (1919—1988), актёр театра и кино[49]
- Чхеидзе, Нодар Георгиевич (1917—1981), актёр театра и кино[51]
- Чхеидзе, Резо Давидович (1926—2015), кинорежиссёр[49] (впоследствии народный артист СССР  — 1980)
- Шагинян, Эльза Михайловна (1895—?), актриса театра[52]
- Эсакия, Леонард Дмитриевич (1890—1969), киноактёр, кинорежиссёр, сценарист[49]

### 1967
- Абашидзе, Давид Иванович (1924—1990), актёр театра и кино, кинорежиссёр[53]
- Багратиони, Ираклий Константинович (1909—1979), балетмейстер Государственного ансамбля песни и танца Грузии[54]
- Бакрадзе, Тамара Ивановна (1908—1995), актриса театра[53]
- Беленко, Ольга Яковлевна (1914—1999), актриса театра[55]
- Габичвадзе, Реваз Кондратьевич (1913—1999), композитор[53]
- Канчели, Саломе Александровна (1921—1985), актриса театра и кино[54]
- Кикнадзе, Шота Александрович (1920—1998), оперный певец (лирический баритон)[54]
- Коберидзе, Отар Леонтьевич (1924—2015), актёр театра и кино, кинорежиссёр[53]
- Кузнецова, Ольга Владимировна (1928—20??), оперная певица (сопрано)[53]
- Купарадзе, Владимир Ясонович (1921—1981), танцор ансамбля народного танца Грузии[54]
- Лордкипанидзе, Нино Владимировна (1924—2009), танцовщица Государственного ансамбля народного танца Грузии[54]
- Магалашвили, Эдишер Георгиевич (1925—2005), киноактёр[53]
- Махарадзе, Константин Иванович (1926—2002), актёр театра и кино, спортивный комментатор[53]
- Мхеидзе, Марина Александровна (1917—20??), танцовщица Государственного ансамбля народного танца Грузии[54]
- Нинуа, Вахтанг Давидович (1916—1981), актёр театра и кино[54]
- Палиашвили, Леван Петрович (1895—1976), композитор[56]
- Пипинашвили, Константин Константинович (1912—1969), кинорежиссёр, сценарист[53]
- Сакварелидзе, Тариел Иовелович (1923—1993), актёр театра и кино[53]
- Таблиашвили, Вахтанг Валерьянович (1913—2002), кинорежиссёр[54]
- Чакалиди, Анастас Федорович (1908—1980), оперный певец (лирический тенор)[54]
- Шиукашвили, Ванда Николаевна (1905—2001), пианистка[56]
- Шушания, Ираклий Лаврентьевич (1927—1982), оперный певец (бас)[53]
- Яшвили, Маринэ Луарсабовна (1932—2012), скрипачка[53]

### 1968
- Матарадзе, Вахтанг Викторович (1908—1982), актёр театра[57]
- Мебуришвили, Иосиф Давидович (1887—1975), театральный режиссёр[58]
- Мурадели, Вано Ильич (1908—1970), дирижёр, композитор[59] (впоследствии народный артист СССР — 1968)
- Турманидзе, Ламара Читоевна (1912—1986), актриса театра[59]
- Челидзе, Сергей Филиппович (1908—1977), театральный режиссёр, актёр[60]

### 1969
- Доленко, Василий Васильевич (1902—1998), режиссёр-монтажёр[61]
- Микеладзе, Георгий Ильич (1892—1974), театральный режиссёр, актёр[61]
- Тугуши, Натела Северьяновна (1931—1995), оперная певица (колоратурное сопрано)[62]

## 1970-е

### 1970
- Алексишвили, Отар Ясонович (1914—1974), театральный режиссёр[63]
- Гогичадзе, Георгий Михайлович (1908—1988), оперный певец (бас)
- Захарова, Валентина Николаевна (1908—1978), актриса театра[64]
- Злобин, Игорь Иванович (1914—1997), актёр театра[64]
- Кавсадзе, Анзор Григорьевич (1930—2008), дирижёр, художественный руководитель Государственного ансамбля песни и танца Грузии[65]
- Лордкипанидзе, Григорий Давидович (1927—2013), театральный и кинорежиссёр[64] (впоследствии народный артист СССР — 1979)
- Русинов, Иван Николаевич (1909—1994), актёр театра и кино[64]
- Сванели, Валентина Иосифовна (1905—1971), актриса театра[63]
- Сперанская, Надежда Семёновна (1912—19??), актриса театра[64]
- Чкония, Ламара Григорьевна (1930—2024), оперная певица (лирико-колоратурное сопрано)[65] (впоследствии народная артистка СССР — 1976)

### 1971
- Болквадзе, Тинатин Алексеевна (1918—2003), актриса театра[66]
- Джибладзе, Георгий Степанович, танцор Государственного ансамбля народного танца Грузии[67]
- Долаберидзе, Ямзе Владимировна (р. 1939), артистка балета, танцовщица Государственного ансамбля народного танца Грузии[67]
- Кипиани, Нора Варламовна (1917—2008), актриса театра[66]
- Кирвалидзе, Нино Михайловна (1938—2023), танцовщица Государственного ансамбля народного танца Грузии[67]
- Кокоскерия, Иван Харитонович (1915—1978), актёр театра[66]
- Микашавидзе, Николай Варламович (1909—1988), актёр театра[66]
- Мхеидзе, Омар Акакиевич (1935—2023), танцор Государственного ансамбля народного танца Грузии[67]
- Непаридзе, Венера Владимировна (1923—2011), актриса театра[66]
- Пачалия, Марица Сейдыковна (1916—2001), актриса театра[66]
- Сулаберидзе, Фридон Сильвестрович (р. 1941), танцор Государственного ансамбля народного танца Грузии[67]
- Сухишвили, Тенгиз Ильич (1938—2007), танцор, художественный руководитель Государственного ансамбля народного танца Грузии[67]
- Хорава, Тарас Тарасович (1913—1975), актёр театра[66]

### 1972
- Вирсаладзе, Элисо Константиновна (р. 1942), пианистка[68] (впоследствии народная артистка СССР — 1989)
- Гегечкори, Мераб Владимирович (1919—1977), актёр театра[68]
- Митаишвили, Лилиана Ираклиевна (р. 1937), артистка балета[68]
- Таугазов, Гаврил Данилович (1918—?), актёр театра[69]
- Цховребов, Борис Александрович (1911—1992), актёр театра[69]
- Чхиквадзе, Рамаз Григорьевич (1928—2011), актёр театра и кино[68] (впоследствии народный артист СССР — 1981)

### 1973
- Байковский, Ефим Ицкович (1928—2015), актёр театра и кино[70]
- Мегвинетухуцеси, Отар Вахтангович (1932—2013), актёр театра и кино[70] (впоследствии народный артист СССР — 1979)
- Сагарадзе, Гурам Георгиевич (1929—2013), актёр театра и кино[70]
- Соткилава, Зураб Лаврентьевич (1937—2017), оперный певец (тенор)[70] (впоследствии народный артист СССР — 1979)
- Татишвили, Цисана Бежановна (1937—2017), оперная певица (сопрано)[70] (впоследствии народная артистка СССР — 1979)
- Цабадзе, Георгий Гаврилович (1924—1986), композитор[70]
- Чимакадзе, Арчил Иванович (1919—1991), композитор[70]

### 1974
- Абесадзе, Капитон Меликседенович (1900—1987), актёр театра и кино[71]
- Амашукели, Василий Яковлевич (1886—1977), кинорежиссёр[72]
- Брегвадзе, Нани Георгиевна (р. 1936), эстрадная певица, пианистка[71] (впоследствии народная артистка СССР — 1983)
- Бурбуташвили, Тина Васильевна (1921—1978), актриса театра и кино[71]
- Гунашвили, Вахтанг Виссарионович (1926—2010), танцор, артист балета[71]
- Исакадзе, Лиана Александровна (1946—2024), скрипачка, дирижёр[71] (впоследствии народная артистка СССР — 1988)
- Кипшидзе, Елена Васильевна (1925—2004), актриса театра и кино[71]
- Саканделидзе, Карло Ильич (1928—2010), актёр театра и кино[71]
- Товстоногов, Георгий Александрович (1915—1989), театральный режиссёр[73] (также народный артист СССР — 1957)

### 1976
- Арешидзе, Вахтанг Моисеевич (1909—1985), актёр театра[74]
- Давиташвили, Мария Шалвовна (1924—2014), композитор[75]
- Джандиери, Ирина Александровна (р. 1940), артистка балета[75]
- Иоселиани, Элена Константиновна (1922—2014), театральный режиссёр[75]
- Ишхнели, Тамара Александровна (1896—1994), певица[75]
- Кавтарадзе, Гульнара Константиновна (1921—2000), пианистка[75]
- Кверенчхиладзе, Зинаида Васильевна (1932—2011), актриса театра[75]
- Кикнадзе, Тамара Ивановна (1906—1990), актриса театра[75]
- Кобаладзе, Фатьма Мурадовна (1927—2014), танцовщица Государственного ансамбля песни и танца Аджарии[75]
- Кобахидзе, Бадри Петрович (1926—1988), актёр театра и кино[74]
- Ландия, Кетеван Александровна (1914—2001), диктор радио и телевидения[75]
- Лаферадзе, Зураб Григорьевич (1926—1990), актёр театра и кино[74]
- Мачутадзе, Гаянэ Сергеевна (1912—1994), пианистка[75]
- Мдивани, Марина Викторовна (р. 1936), пианистка[75]
- Мерквиладзе, Тинатин Эрастовна (1929—2024), оперная певица (сопрано)[75]
- Папиташвили, Тамара Давидовна (1915—?),  актриса театра[75]
- Тактакишвили, Тамара Шалвовна (1928—2005), оперная певица (лирико-драматическое сопрано)[75]
- Твалиашвили, Тамара Николаевна (1906—1985), актриса театра[75]
- Тетрадзе, Тамара Левановна (1922—2003), актриса театра[75]
- Цкитишвили, Этери Даниловна (1913—1999), актриса театра[75]
- Чиаурели, Софико Михайловна (1937—2008), актриса театра и кино[75]
- Чичинадзе, Додо Васьевна (1926—2009), актриса театра и кино[75]
- Чочиева, Нина Захарьевна (1916—1997), актриса театра[75]
- Шедания, Флора Виссарионовна (1910—2005), актриса театра и кино[75]
- Элиава, Лия Шалвовна (1934—1998), актриса театра и кино[75]

### 1977
- Киладзе, Лилэ Григорьевич (1928—1978), дирижёр[76]

### 1978
- Агаларова, Екатерина Ахмедовна (1921—2014), актриса театра[77]
- Кахидзе, Джансуг Иванович (1936—2002), дирижёр, композитор[78] (впоследствии народный артист СССР — 1985)
- Мкервалидзе, Натела Георгиевна (р. 1940), оперная певица (лирико-драматическое сопрано)[79]
- Сёмина, Валентина Ивановна (1932—2004), актриса театра[80]
- Степанян, Эмма Михайловна (1915—1989), актриса театра[81]
- Юдин, Алексей Аркадьевич (1904—1990), актёр театра[77]

### 1979
- Антадзе, Лео Диомидович (р. 1932), актёр театра и кино[82]
- Арчвадзе, Тенгиз Григорьевич (1932—2023), актёр театра и кино[82]
- Берикашвили, Гиви Захарьевич (1934—2017), актёр театра и кино[82]
- Высоцкий, Феликс Михайлович (1909—1982), кинооператор[83]
- Гогоберидзе, Лана Левановна (р. 1928), кинорежиссёр[83]
- Капианидзе, Зураб Васильевич (1937—2011), актёр театра и кино[83]
- Кахиани, Имеда Владимирович (р. 1937), актёр театра и кино[83]
- Квернадзе, Бидзина Александрович (1928—2010), композитор[84]
- Майсурадзе, Тенгиз Георгиевич (1930—2003), актёр театра и кино[82]
- Мгалоблишвили, Нодар Александрович (1931—2019), актёр театра и кино[82]
- Милорава, Шота Ермолаевич (1925—1990), композитор[84]
- Насидзе, Сулхан Иванович (1927—1996), композитор, пианист[84]
- Нинуа, Иван Александрович (1908—1980), актёр театра и кино[85]
- Пааташвили, Леван Георгиевич (1926—2023), кинооператор[83]
- Патарая, Гурам Васильевич (1928—1983), кинорежиссёр, сценарист[83]
- Таварткиладзе, Реваз Платонович (1929—2013), актёр театра и кино[85]
- Татишвили, Георгий Иванович (1921—1984), актёр театра и кино[82]
- Учанейшвили, Ираклий Георгиевич (1929—1992), актёр театра и кино[82]
- Хелашвили, Теймураз Григорьевич (1919—1985), актёр театра и кино[86]
- Ципурия, Борис Михайлович (1933—2005), актёр театра и кино[84]
- Чачанидзе, Нодар Григорьевич (1929—1998), актёр театра и кино[87]
- Шведов, Дмитрий Николаевич (1899—1981), дирижёр, композитор[82]
- Шенгелая, Ариадна Всеволодовна (р. 1937), актриса театра и кино[83]
- Шенгелая, Эльдар Николаевич (1933—2025), кинорежиссёр[83] (впоследствии народный артист СССР — 1988)
- Шиукашвили, Леван Николаевич (1908—2000), скрипач[82]
- Элисашвили, Изольда Ивановна (1929—2016), актриса театра[85]
- Эргнели, Мери Александровна (1906—1991), актриса театра[85]
- Январашвили, Варвара Ивановна (1908—1995), актриса театра и кино[86]

## 1980-е

### 1980
- Бакрадзе, Гурам Сергеевич (1931—1995), художественный руководитель Государственного ансамбля народной песни и танца Грузии[88]
- Батиашвили, Тамаз Алексеевич (р. 1941), скрипач Государственного струнного квартета Грузии[89]
- Вардели, Константин Петрович (1939—2017), скрипач Государственного струнного квартета Грузии[89]
- Габарашвили, Тамара Борисовна (р. 1937), виолончелистка[90]
- Гаганидзе, Джемал Ермилович (1933—2023), актёр театра и кино[89]
- Гвиниашвили, Тинатин Левановна (1901—1983), актриса театра[91]
- Гелашвили, Мари Владимировна (1917—1999), актриса театра[91]
- Гокиели, Джемал Иванович (1920—1991), дирижёр[92]
- Голядзе, Николай Иванович (1909—1992), артист цирка[88]
- Гонашвили, Гамлет Дмитриевич (1929—1985), солист Государственного ансамбля песни и танца «Рустави»[89]
- Джапаридзе, Гига Шалвович (1924—2003), театральный режиссёр, актёр[93]
- Жвания, Нодар Арчилович (р. 1945), альтист Государственного струнного квартета Грузии[89]
- Закаидзе, Илья Васильевич (1924—2008), солист Государственного ансамбля народной песни и танца Грузии[88]
- Зарецкий, Юрий Александрович (1928—1985), балетмейстер[89]
- Калатозишвили, Георгий Михайлович (1929—1984), кинооператор, кинорежиссёр, киноактёр, сценарист[93]
- Канчели, Гия Александрович (1935—2019), композитор[89] (впоследствии народный артист СССР — 1988)
- Касрашвили, Маквала Филимоновна (р. 1942), оперная певица (сопрано)[90] (впоследствии народная артистка СССР — 1986)
- Кикабидзе, Вахтанг Константинович (1938—2023), киноактёр, эстрадный певец[93]
- Ломтатидзе, Мурман Александрович (1929—2006), художественный руководитель Государственного хореографического ансамбля «Тбилиси»[93]
- Малышева, Татьяна Казимировна (1932—?), оперная певица (меццо-сопрано)[90]
- Мкртчян, Фрунзик Мушегович (1930—1993), актёр театра и кино, театральный режиссёр[94] (впоследствии народный артист СССР — 1984)
- Нацвлишвили, Григорий Александрович (1913—1996), актёр театра и кино[91]
- Пилпани, Леван Галактионович (1934—1995), актёр театра и кино[95]
- Почиани, Латавра Александровна (1939—2011), артистка балета[90]
- Стуруа, Роберт Робертович (р. 1938), театральный режиссёр[89] (впоследствии народный артист СССР — 1982)
- Тедиашвили, Александр Владимирович (1914—2014), артист цирка[88]
- Хотивари, Леван Иосифович (1902—1980), кинорежиссёр[93]
- Чубинишвили, Отар Николаевич (р. 1941), виолончелист Государственного струнного квартета Грузии[89]
- Шотадзе, Лейла Григорьевна (1930—2014), актриса театра[95]
- Эркомаишвили, Анзор Давидович (1940—2021), художественный руководитель Государственного ансамбля песни и танца «Рустави»[89]

### 1981
- Агумаа, Софа Хинтруговна (р. 1939), актриса театра и кино[96]
- Баблидзе, Тинатин Николаевна (р. 1933), актриса театра[96]
- Берадзе, Джумбер Викторович (р. 1944), танцор Государственного ансамбля народного танца Грузии[96]
- Гигошвили, Иза Шалвовна (1938—2003), актриса театра и кино[97]
- Давыдова, Вера Александровна (1906—1993), оперная певица (меццо-сопрано)[98]
- Дзиграшвили, Лейла Амберковна (1926—2021), актриса театра и кино[97]
- Желтухин, Александр Николаевич, дирижёр[99]
- Иашвили, Лили Михайловна (1920—1983), композитор[98]
- Кавсадзе, Кахи Давидович (1935—2021), актёр театра и кино[97]
- Камкия, Нурбей Теймуразович (1934—2013), актёр театра[96]
- Кечакмадзе, Иосиф Ильич (1939—2013), композитор[100]
- Кикалишвили, Тамаз Олифантович (р. 1937), танцор Государственного ансамбля народного танца Грузии[96]
- Лолашвили, Жанри Георгиевич (р. 1942), актёр театра и кино[97]
- Пачуашвили, Нана Левановна (р. 1943), актриса театра и кино[97]
- Сихарулидзе, Гомар Георгиевич (1942—2020), композитор[101]
- Талаквадзе, Григорий Андреевич (1914—2001), актёр театра и кино[97]
- Тевзадзе, Инга Борисовна (р. 1941), танцовщица Государственного ансамбля народного танца Грузии[96]
- Топуридзе, Борис Николаевич (1920—1999), актёр театра[96]
- Хуродзе, Захарий Захарьевич (1925—2005), дирижёр[100]
- Цицишвили, Тамара Иосифовна (1908—1988), актриса театра и кино[98]
- Чохонелидзе, Рубен Антимозович (1921—1995), хореограф[101]
- Чхеидзе, Темур Нодарович (1943—2022), театральный режиссёр, актёр[97]

### 1982
- Амирэджиби, Тенгиз Константинович (1927—2013), пианист[102]
- Аробелидзе, Натела Шалвовна (р. 1946), артистка балета[103]
- Габуния, Нодар Калистратович (1933—2000), композитор, пианист[102]
- Гогиберидзе, Гайоз Галактионович (1922—2000), актёр театра[103]
- Кавтарадзе, Георгий Георгиевич (1940—2020), киноактёр, кинорежиссёр, сценарист[104]
- Когония, Этери Константиновна (1932—1993), актриса театра[104]
- Кокеладзе, Григорий Ираклиевич (1904—1988), дирижёр, композитор[105]
- Мегрелидзе, Хасан Дурсунович (1915—1996), актёр театра[103]
- Мирцхулава, Леван Германович (1934—2013), театральный режиссёр[103]
- Тавадзе, Мераб Шалвович (р. 1942), киноактёр, кинорежиссёр
- Тевдорадзе, Отар Лаврентьевич (1923—1983), композитор[105]
- Тохадзе, Гиви Максимович (1922—2010), актёр театра и кино
- Цанава, Юрий Георгиевич (1929—2014),  актёр театра[103]
- Царгуш, Василий Михайлович (1938—2021), композитор
- Чантладзе, Тенгиз Васильевич (1933—1988), актёр театра и кино[106]
- Чиаурели, Борис Иванович (1916—2001), скрипач[102]
- Шаверзашвили, Александр Васильевич (1919—2003), композитор[105]
- Шекоян, Серика Яковлевна (1924—2015), актриса театра[107]
- Шервашидзе, Манучар Прокофьевич (1930—2022), актёр театра и кино[103]

### 1983
- Азмаипарашвили, Гиви Васильевич (1930—2003), дирижёр[108]
- Деметрашвили, Нана Александровна (1939—2011), театральный режиссёр[108]
- Жордания, Гайоз Вуколович (1934—2016), театральный режиссёр[109]
- Иашвили, Луарсаб Сейтович (1907—1993), альтист, скрипач[109]
- Иоффе, Михаил Семёнович (1925—20??), актёр театра[109]
- Исакадзе, Эльдар Александрович (1936—2005), виолончелист[108]
- Казинец, Борис Михайлович (р. 1930), актёр театра[109]
- Килосанидзе, Елена Александровна (р. 1935), актриса театра[109]
- Кокочашвили, Мераб Арчилович (р. 1935), киноактёр, кинорежиссёр, сценарист[110]
- Мгеладзе, Караман Георгиевич (1928—2015), киноактёр, кинорежиссёр[110]
- Мчедлидзе, Нана Бидзиновна (1926—2016), киноактриса, кинорежиссёр, сценарист[110]
- Мчедлишвили, Александр Георгиевич, артист цирка[109]
- Чохонелидзе, Гиули Ясонович (1929—2008), актёр театра и кино, кинорежиссёр, сценарист[110]
- Шавишвили, Михаил Германович (1920—1999), художественный руководитель ансамбля «Швидкаца»[108]

### 1984
- Ахвледиани, Ломер Бидзинович (1934—2022), кинооператор[111]
- Гонглиашвили, Медея Семёновна (1933—2012), пианистка
- Гургенидзе, Тамара Абесаломовна (р. 1940), оперная певица (меццо-сопрано)[112]
- Жамкочян, Ася Суреновна (1924—2011), актриса театра[113]
- Иоселиани, Отар Давидович (1934—2023), киноактёр, кинорежиссёр, сценарист[114]
- Клиджян, Иосиф Николаевич (1928—2008), актёр театра и кино[113]

### 1985
- Абазадзе, Манана Левановна (р. 1947), киноактриса, танцовщица Государственного ансамбля народного танца Грузии[115]
- Беридзе, Ираклий Георгиевич (1919—1999), скрипач[116]
- Бахтадзе, Вахтанг Давидович (1914—1991), режиссёр-мультипликатор[117]
- Бурчуладзе, Паата Шалвович (р. 1955), оперный певец (бас)[118]
- Гецадзе, Эльдар Шалвович (р. 1945), оперный певец (баритон)[118]
- Дуненко, Татьяна Григорьевна (1912—1999), актриса театра[118]
- Заалишвили, Тенгиз Дмитриевич (р. 1928), оперный певец (лирический тенор)[118]
- Какабадзе, Реваз Сергеевич (1928—1996), оперный певец (баритон)[118]
- Какулия, Юрий Самсонович (1923—1997), театральный режиссёр[119]
- Кобешавидзе, Михаил Дмитриевич (1910—1997), художественный руководитель ансамбля «Мхедрули»[116]
- Кутателадзе, Анзор Константинович (1933—2002), театральный режиссёр[116]
- Магалашвили, Реваз Ревазович (1928—1995), артист балета[118]
- Мдивани, Джемал Малхазович (1945—2004), оперный певец (баритон)[118]
- Мунджишвили, Гиви Григорьевич (р. 1937), дирижёр[120]
- Наврозашвили, Джемал Леванович (1940—2007), танцор Государственного ансамбля народного танца Грузии[115]
- Салуквадзе, Георгий Исаакович (1913—1990),  художественный руководитель ансамбля песни и танца «Ядони»[116]
- Узунян, Эльвира Григорьевна (1934—2025), оперная певица (лирическое сопрано), киноактриса[121]
- Хабадзе, Энвер Сулейманович (1923—2001), танцор, художественный руководитель, балетмейстер Государственного ансамбля песни и танца Аджарии[122]
- Хомерики, Александр Автандилович (1948—2020), оперный певец (тенор)[118]
- Шенгелая, Георгий Николаевич (1937—2020), киноактёр, кинорежиссёр, сценарист[117]

### 1986
- Сихарулидзе, Гульнара Георгиевна (1951-20??), танцовщица Государственного ансамбля народного танца Грузии[123]

### 1987
- Басилая, Александр Александрович (1942—2009), композитор, художественный руководитель ансамбля «Иверия»[124]
- Бебия, Эдуард Вахайдович (1937—1996), художественный руководитель, балетмейстер ансамбля Абхазии «Шаратын»[125]
- Габриадзе, Резо Леванович (1936—2021), театральный и кинорежиссёр, сценарист[126]
- Гацерелия, Шалва Владимирович (1931—2012), театральный режиссёр[127]
- Кечакмадзе, Нази Христофоровна (1913—1996), актриса театра[128]
- Кучухидзе, Медея Шалвовна (1937—2025), театральный режиссёр[127]
- Махарадзе, Автандил Иванович (р. 1943), актёр театра и кино[127]
- Саканделидзе, Нина Михайловна (1930—2021), актриса театра[128]
- Сихарулидзе, Гизо Дмитриевич (1929—2010), актёр театра[127]
- Томадзе, Майя Петровна (1954—1994), оперная певица (сопрано)[126]
- Харабадзе, Георгий Езекиевич (1942—2023), актёр театра и кино, театральный режиссёр[127]

### 1988
- Абесадзе, Давид Нодарович (р. 1951), певец (тенор)[129]
- Азарашвили, Важа Шалвович (1936—2024), композитор[130]
- Ананиашвили, Нина Гедевановна (р. 1963), артистка балета[129]
- Габелия, Владимир Андреевич (р. 1942), танцор Государственного ансамбля народного танца Грузии[129]
- Гелашвили, Эдишер Захарьевич (1934—2022), оперный певец (лирический тенор), солист Государственного ансамбля песни и танца «Рустави»[129]
- Глонти, Феликс Петрович (1927—2012), композитор[130]
- Гумба, Ражден Джгутанович (1926—2007), композитор[131]
- Касрадзе, Картлос Давидович (1926—2005), артист эстрады, конферансье[132]
- Кахниашвили, Василий Ильич (1910—1990), актёр театра и кино[133]
- Ломинадзе, Роман Сергеевич (1904—1989), актёр театра[132]
- Мдинарадзе, Габриэль Платонович (р. 1928), актёр театра[132]
- Мешвелиани, Джокия Сандроевич (1928—1994), художественный руководитель ансамля «Лиле»[129]
- Мосидзе, Шалва Илларионович (р. 1936), дирижёр[132]
- Мревлишвили, Александр Михайлович (1941—2019), театральный режиссёр[131]
- Сепертеладзе, Тамаз Акакиевич (1948—2023), певец (тенор)[129]
- Таварткиладзе, Малхаз Михайлович (р. 1950), певец (тенор)[129]
- Яшвили, Нана Луарсабовна (р. 1949), скрипачка[131]

### 1989
- Алексидзе, Георгий Дмитриевич (1941—2008), артист балета, балетмейстер[134]
- Анджапаридзе, Этери Зурабовна (р. 1956), пианистка[135]
- Бекаури, Нодар Алексеевич (1939—2007), актёр театра[134]
- Гагуа, Амиран Фёдорович (1930—20??), оперный певец (лирический тенор)[134]
- Гегелия, Лили Владимировна (1923—2000), эстрадная певица[136]
- Гугушвили, Теймураз Акакиевич (р. 1951), оперный певец (лирико-драматический тенор)[134]
- Джаияни, Дмитрий Сергеевич (1950—2017), актёр театра и кино[134]
- Джапаридзе, Антон Теймуразович (1939- 20??), оперный певец (баритон)[137]
- Дзидзигури, Медея Акакиевна (1942—1999), певица[135]
- Доиджашвили, Манана Левановна (1947—2023), пианистка[135]
- Калмахелидзе, Лиана Михайловна (р. 1947), оперная певица (лирико-колоратурное сопрано)[134]
- Каросанидзе, Нодар Матвеевич, актёр театра[134]
- Кевхишвили, Темур Васильевич (1940—2020), художественный руководитель ансамбля Грузинского фонда культуры[134]
- Маглаперидзе, Марица Гивиевна (р. 1948), оперная певица (сопрано)[134]
- Масхулия, Нодар Платонович ( 1924—20??), актёр театра[134]
- Нижарадзе, Александр Шалвович (1932—1991), пианист[138]
- Пачкория, Сергей Акакиевич (1931—2020), актёр театра и кино[134]
- Ратиани, Георгий Иванович (р. 1936), актёр театра[134]
- Чачава, Важа Николаевич (1933—2011), пианист[139]
- Шаликашвили, Амиран Валерианович (1939—2018), театральный режиссёр, актёр[140]

## 1990-е

### 1990
- Арчвадзе, Жаннета Георгиевна (1930—2017), актриса театра[141]
- Бебуришвили, Малхаз Александрович (1932—2018), актёр театра и кино[142]
- Бегалишвили, Бадри Александрович (1933—2013), актёр театра и кино[143]
- Васадзе, Юрий Карлович (1935—2006), актёр театра[143]
- Вачнадзе, Екатерина Георгиевна (1920—2012), актриса театра[141]
- Габуния, Гуранда Георгиевна (1938—2019), актриса театра и кино[142]
- Гвенцадзе, Валериан Романович (1913—1995), актёр театра и кино[143]
- Годзиашвили, Марех Ильинична (1926—2017), певица, композитор[141]
- Гудиашвили, Николай Иванович (1913—1998), композитор[141]
- Джиджеишвили, Александр Христофорович (1915—1991), хореограф[144]
- Джулухадзе, Владимир Александрович (р. 1951), артист балета[145]
- Кавсадзе, Имери Давидович (р. 1937), оперный певец (лирический тенор)[145]
- Кавтарадзе, Лиана Евгеньевна, танцовщица Государственного ансамбля народной песни и танца Грузии[146]
- Кахиани, Зураб Владимирович (1929—2012),  театральный режиссёр, актёр[143]
- Келаптришвили, Омар Михайлович (1943—1992), солист Государственного ансамбля песни и танца «Рустави»[144]
- Кикнадзе, Кетеван Гавриловна (1939—2024), актриса театра и кино[142]
- Кикнадзе, Шота Сергеевич, театральный режиссёр[141]
- Колхидели, Кетеван Варламовна (1921—2008), актриса театра[143]
- Кублашвили, Важа Варламович (1930—2004), оперный певец (тенор)[143]
- Курашвили, Акакий Эристович (1914—19??), актёр театра[143]
- Лаперашвили, Тамаз Яковлевич (1935—2014), оперный певец (бас)[145]
- Ломтадзе, Георгий Емельянович (р. 1937), оперный певец (баритон)[143]
- Мамучишвили, Георгий Николаевич (1916—1997), актёр театра[147]
- Мгалоблишвили, Нелли Александровна (1924—2004), актриса театра[141]
- Мелива, Гурам Томаевич (1933—2014), оперный режиссёр[145]
- Месхи, Тамаз Вениаминович (1933—1999), театральный режиссёр[143]
- Монавардисашвили, Бекар Георгиевич (1937—2008), балетмейстер[141]
- Намгалашвили, Леван Нафталович (1925—2006), кинооператор[142]
- Ревазишвили, Гела Георгиевич (1928—2011), актёр театра и кино[145]
- Сагарадзе, Натела Константиновна (1924—2018), актриса театра[143]
- Сакварелидзе, Елена Семёновна (1924—2006), актриса театра и кино[141]
- Сванадзе, Еремия Владимирович (1932—2012), актёр театра и кино[143]
- Сванидзе, Виссарион Антипович (1930—20??), художественный руководитель ансамбля танца «Горда»[145]
- Сихарулидзе, Этери Яковлевна (1927—2001), актриса театра[143]
- Схиртладзе, Тамара Ермолаевна (1929—2022), актриса театра и кино[142]
- Таталашвили, Сергей Мелкоевич, актёр театра и кино[141]
- Тетрадзе, Тамара Петровна (1917—1996), актриса театра и кино[141]
- Тоидзе, Бадри Амиранович (1941—2016), дирижёр Государственного ансамбля песни и танца «Рустави»[143]
- Херхадзе, Анзор Мелитонович (1937—2019), актёр театра и кино[143]
- Хобуа, Ия Акакиевна (1938—2019), актриса театра и кино[143]
- Церетели, Гурам Григорьевич, театральный режиссёр[144]
- Циклаури, Темур Нерсесович (1946—2021), киноактёр, солист ансамбля «Иверия»[145]
- Чиракадзе, Нино Арчиловна (р. 1951), артистка балета[148]
- Чкуасели, Джемал Шермадинович (1935—2021), солист, художественный руководитель Государственного ансамбля народной песни и танца Грузии[146]
- Чохонелидзе, Реваз Шотаевич (1938—2014), хореограф Государственного ансамбля народной песни и танца Грузии[146]
- Чургулия, Анатолий Алексеевич (р. 1938), оперный певец[143]
- Чхеидзе, Нино Викторовна (1919—2018), актриса театра и кино[142]
- Шомахия, Анзор Антонович (р. 1939), оперный певец (баритон)[145]

### 1991
- Вашакидзе, Тамаз Ремович (р. 1961), артист балета
- Гвердцители, Тамара Михайловна (р. 1962), эстрадная певица (контральто), пианистка, композитор, киноактриса

## Год присвоения звания не установлен
- Быстрицкая, Элина Авраамовна (1928—2019), актриса театра и кино (народная артистка СССР — 1978)